# Robert Sheckley

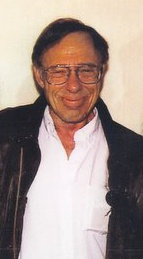
Robert Sheckley

Robert Sheckley (* 16. Juli 1928 in Brooklyn, New York City; † 9. Dezember 2005 in Poughkeepsie, New York) war ein US-amerikanischer Schriftsteller. Er gilt als einer der humorvollsten Erzähler der Science-Fiction-Literatur.

## Leben
Robert Sheckley wuchs in New Jersey auf. Nach der High School und verschiedenen Jobs als Gärtner, Verkäufer und Barkeeper diente er in der United States Army und wurde in Korea stationiert. Er wurde dort als Redakteur für eine Truppenzeitung und als Gitarrist in einer Tanzkapelle der Army eingesetzt. Nach dem Militärdienst besuchte er die New Yorker Universität und studierte dort Englisch, Psychologie und Philosophie. In dieser Zeit begann Sheckley, Science-Fiction-Storys zu schreiben, und verkaufte diese an verschiedene SF-Magazine (die erste Geschichte druckte Imagination). 1951 beschloss er, freier Autor zu werden, und verfasste Krimis, Thriller und SF. Ab 1970 lebte er auf Ibiza, von 1977 bis 1980 in London, um danach in die USA zurückzukehren. Ab 1979 arbeitete er bei dem renommierten Magazin Omni als Literaturredakteur und hatte Gastdozenturen an verschiedenen Universitäten.
Sheckley war mehrfach verheiratet: mit Barbara Scadron (1951–1956), Ziva Kwitney (1957–1972), Abby Schulman (1972-), Jay Rothbell und Gail Dana (ab 1990).
Robert Sheckley starb im Dezember 2005 in Poughkeepsie, NY, im Alter von 77 Jahren an einem Hirn-Aneurysma.

## Werk
Seine größte Bekanntheit in der SF-Szene erreichte Sheckley mit seinen häufig humorvoll geprägten Kurzgeschichten, von denen er zeit seines Lebens mehr als 200 schrieb und von denen einige die Vorlagen für Filme wie Das Millionenspiel oder Das zehnte Opfer lieferten. Oft getränkt von Satire und Ironie, machten seine Texte auch vor dem Veralbern herkömmlicher SF-Ideen nicht halt und hielten oftmals der Wirklichkeit einen zynischen Spiegel vor. In Hunting Problem erzählt er von Aliens, die als Mutprobe das Fell eines besonders wilden Tieres erjagen sollen – den Raumanzug eines Astronauten. The Robot Who Looked Like Me schildert, wie Leute aus Zeitnot zu ihren Stelldicheins immer Roboter-Kopien von sich schicken – bis die Roboter miteinander durchbrennen. Und in Plague Circuit wird geschildert, wie Zeitreisende Seuchen auslösen, um die Überbevölkerung im Zaum zu halten – die Erzählung schließt mit den Worten „…manchmal ist es hart, ein Gärtner für die Menschheit zu sein.“ 1966 schrieb er zwei Episoden für Star Trek: The Original Series "Rites of Fertility" und "Sister In Space", welche aber nicht verfilmt wurden.
Für die Kurzgeschichte A Suppliant in Space. (1973, deutsch als Bittsteller im All und Ein erster Kontakt) wurde er 1974 mit dem Jupiter Award ausgezeichnet. Sein Lebenswerk als SF-Autor wurde 1992 mit dem I-CON Award gewürdigt. 2001 wurde er bei den SFWA Awards als Autor Emeritus geehrt.

## Bibliografie

### Serien
Die Serien sind nach dem Erscheinungsjahr des ersten Teils geordnet.
Victim
- Seventh Victim. 1953. (Kurzgeschichte)
  - Deutsch: Das siebente Opfer. In: Lothar Heinecke (Hrsg.): Galaxis Science Fiction, #14. Moewig, 1959. Auch in: Thomas Landfinder (Hrsg.): Liebe 2002. Bärmeier & Nikel, 1971. Auch als: Talent zum Töten. In: Walter Spiegl (Hrsg.): Science-Fiction-Stories 6. Ullstein 2000 #7 (2818), 1971, ISBN 3-548-02818-7. Auch als: Das siebte Opfer. In: Der widerspenstige Planet. 2009.
- 1 The 10th Victim. 1965.
  - Deutsch: Das zehnte Opfer: Ein utopisches Mörderspiel. Übersetzt von Thomas Görden. Heyne Allgemeine Reihe #451 1966. Auch als: Das zehnte Opfer. Bastei Lübbe Science Fiction Bestseller #22077, 1985, ISBN 3-404-22077-3.
- 2 Pop Death. 1986. (auch als Victim Prime, 1987)
  - Deutsch: Das Jäger-Spiel. Bastei Lübbe Allgemeine Reihe #13099, 1987, ISBN 3-404-13099-5.
- 3 Hunter/Victim. 1988.
  - Deutsch: Jäger und Opfer. Übersetzt von Kalla Wefel. Bastei-Lübbe-Taschenbuch #13163, 1988, ISBN 3-404-13163-0.

AAA Ace (Kurzgeschichten)
- Milk Run. 1954.
  - Deutsch: Routinesache. In: Das zweite Robert Sheckley Buch. 1986.
- Ghost V. 1954.
  - Deutsch: Geist V. In: Die Menschenfalle. 1969.
- The Laxian Key. 1954.
  - Deutsch: Die Produktionsmaschine. In: Walter Ernsting (Hrsg.): Galaxy 5. Heyne Science Fiction & Fantasy #3068, 1966.
- Squirrel Cage. 1955.
  - Deutsch: Ungeziefer. In: Walter Ernsting (Hrsg.): Galaxy 9. Heyne Science Fiction & Fantasy #3103, 1967.
- The Lifeboat Mutiny. 1955.
  - Deutsch: Meuterei auf dem Rettungsboot. In: Das zweite Robert Sheckley Buch. 1986.
- The Necessary Thing. 1955.
  - Deutsch: Die Wunschmaschine. In: Walter Ernsting, Thomas Schlück (Hrsg.): Galaxy 10. Heyne Science Fiction & Fantasy #3116, 1968. Auch als: Was man wirklich braucht. In: Die Menschenfalle. 1969.
- The Skag Castle. 1956. (Roman)
- Sarkanger. 1991. (Roman)

Meanwhile, Back at the Bromide (Kurzgeschichten)
- Desperate Chase. 1960.
- Disguised Agent. 1960.
- Meanwhile, Back at the Bromide. 1960.
- The Locked Room. 1960.

Stephen Dain (Kriminalromanserie)
- 1 Calibre .50. 1961.
  - Deutsch: Kaliber .50. Übersetzt von Günther Schumacher. Ullstein Bücher #1033, 1965.
- 2 Dead Run. 1961.
  - Deutsch: Lauf um dein Leben. Übersetzt von Kaspar Heilig. Ullstein-Bücher #1048, 1966.
- 3 Live Gold. 1962.
- 4 White Death. 1963.
- 5 Time Limit. 1967.

Dimensions of Miracles
- 1 Dimension of Miracles. 1968.
  - Deutsch: 1. Preis: Allmächtigkeit. Bastei Lübbe Science Fiction Bestseller #22040, 1982, ISBN 3-404-22040-0.
- 2 Dimension of Miracles Revisited. 2000.

The Fleet (Kurzgeschichten)
- Klaxon. 1988.
- Traitors’ Saga. 1988.
- Khasara. 1989.

Time Gate (Kurzgeschichten)
- The Resurrection Machine. 1989.
- Simul City. 1990.

Bring Me the Head of Prince Charming (Romanserie, mit Roger Zelazny)
- 1 Bring Me the Head of Prince Charming. 1991.
  - Deutsch: Bringt mir den Kopf des Märchenprinzen. Bastei-Lübbe 20275, 1996, ISBN 3-404-20275-9.
- 2 If at Faust You Don’t Succeed. 1993.
  - Deutsch: Wer immer sterbend sich bemüht. Bastei-Lübbe #20293, 1996, ISBN 3-404-20293-7.
- 3 A Farce to be Reckoned With. 1995.
  - Deutsch: Ein Schauspiel, teuflisch bös und unmoralisch. Bastei-Lübbe #20325, 1998, ISBN 3-404-20325-9.

Hob Draconian
- 1 The Alternative Detective. 1993.
- 2 Draconian New York. 1996.
- 3 Soma Blues. 1997.

### Einzelromane
Sind bei den Originalausgaben zwei Erscheinungsjahre angegeben, so ist das erste das des Erstdrucks und das zweite das der Erstausgabe (als Buch).
- Immortality Delivered. 1958. (auch als Time Killer und als Omega! 1960)
- Immortality, Inc. 1959.
  - Deutsch: Lebensgeister-GmbH. Übersetzt von Michael Görden. Bastei Lübbe (Bastei Lübbe Science Fiction Bestseller #22046), 1982, ISBN 3-404-22046-3. Auch als: Die Jenseits-Corporation. Übersetzt von Michael Görden. In: Der widerspenstige Planet. 2009.
- The Status Civilization. 1960. (auch als OMEGA)
  - Deutsch: Planet der Verbrecher. Übersetzt von Charlotte Winheller. Heyne (Heyne Allgemeine Reihe #241) 1963.
- The Man in the Water. 1961. (Kriminalroman)
  - Deutsch: Duell in der Hitze. Übersetzt von Friedrich A. Hofschuster. Goldmann-Taschenbuch #5428, 1981, ISBN 3-442-05428-1.
- Journey Beyond Tomorrow. 1962. (auch als The Journey of Joenes)
  - Deutsch: Mr. Joenes wundersame Reise. Bastei Lübbe Science Fiction Bestseller #22035, 1981, ISBN 3-404-22035-8.
- The Game of X. 1965. (Krimi)
  - Deutsch: Spaghetti mit blauen Bohnen. Übersetzt von Norbert Wölfl. Goldmann-Kriminalromane K 623/Goldmann-Taschenkrimi #3038, 1967.
- Mindswap. 1966.
  - Deutsch: Der Seelentourist. Bastei Lübbe Science Fiction Bestseller #22071, 1984, ISBN 3-404-22071-4.
- Options. 1975.
  - Deutsch: Der unbegrenzte Mann. Bastei Lübbe Science Fiction Bestseller #22090, 1986, ISBN 3-404-22090-0.
- Crompton Divided. 1978. (auch als The Alchemical Marriage of Alistair Crompton)
  - Deutsch: Die alchimistische Ehe. Droemer Knaur (Knaur Science Fiction & Fantasy #5710), 1979, ISBN 3-426-05710-7.
- Dramocles: An Intergalactic Soap Opera. 1983.
  - Deutsch: Dramocles: Die Tragikomödie eines intergalaktischen Turnschuh-Diktators. Bastei Lübbe, 1985, ISBN 3-404-22081-1.
- The Homecoming. 1989. (Buck Rogers-Tie-in)
- Carhunters of the Concrete Prairie. 1989. (Foundation-Universum/Positronic Robot Stories)
- Bill, the Galactic Hero on the Planet of Bottled Brains. 1990. (mit Harry Harrison)
  - Deutsch: Bill, der galaktische Held. Teil 3: Die Welt der essbaren Gehirne. Heyne-Science-fiction & Fantasy #5173, 1994, ISBN 3-453-07767-9.
- The Scheherezade Machine. 1991.
- Diaghilev Plays Riverworld. 1993. (Riverworld-Tie-in)
- Alien Harvest. 1995. (Aliens-Tie-in)
  - Deutsch: Aliens: Blutige Ernte. Goldmann #24852, 1998, ISBN 3-442-24852-3.
- The Laertian Gamble. 1995. (Star Trek - Deep Space Nine-Tie-in)
- A Call to Arms. 1999. (Babylon 5-Romanfassung)
- Godshome. 1999.
- The Grand Guignol of the Surrealists. 2000.
- The Omega Egg. 2005. (2007, mit zahlreichen anderen Autoren, Teil 4 Smoke and Mirrors von Sheckley)

### Sammlungen
- Untouched by Human Hands. 1954.
  - Deutsch: Für Menschen ungeeignet. Übersetzt von Michael Görden. Bastei Lübbe #22042, 1982, ISBN 3-404-22042-0.
- Citizen in Space. 1955.
  - Deutsch: Utopia mit kleinen Fehlern. Goldmann (Goldmanns Zukunftsromane #46) 1963.
- Pilgrimage to Earth. 1957.
  - Deutsch: Pilgerfahrt zur Erde. Übersetzt von Wolfgang Eisermann. Hohenheim, Köln-Lövenich 1982, ISBN 3-8147-0022-8.
- Notions: Unlimited. 1960.
  - Deutsch: Fütterungszeiten unbekannt. Übersetzt von Michael Görden. Bastei Lübbe #22062 1983, ISBN 3-404-22062-5.
- Store of Infinity. 1960.
  - Deutsch: Das geteilte Ich. Übersetzt von Tony Westermayr. Goldmann (Goldmanns Zukunftsromane #39) 1963.
- Shards of Space. 1962.
- The People Trap. 1968.
  - Deutsch: Die Menschenfalle. Goldmann (Goldmanns Weltraum Taschenbücher #0110) 1969.
- Can You Feel Anything When I Do This? 1971. (auch als he Same to You Doubled and Other Stories, 1974)
  - Deutsch: Der grüne Jademond. Goldmann Science Fiction #0167, 1973, ISBN 3-442-23167-1.
- The Robert Sheckley Omnibus. 1973.
- The Robot Who Looked Like Me. 1978.
- The Wonderful World of Robert Sheckley. 1979.
- Is That What People Do? 1984.
- Feast of Sheckley: Short Stories. 1989.
- The Collected Short Fiction of Robert Sheckley (5 Bde., 1991)
- Uncanny Tales. 2003.
- The Masque of Mañana. 2005.
- The Monsters and Other Science Fiction Tales. 2008.
- A Sheckley Trilogy: Three Classic Tales of Science Fiction. 2008.
- Meeting of the Minds. 2010.
- “The Perfect Woman” and Other Stories. 2011.
- Store of the Worlds: The Stories of Robert Sheckley. 2012.
- Divine Intervention. 2014.

Deutsche Zusammenstellungen:
- Das große Robert Sheckley Buch. Bastei Lübbe Science Fiction Special #24070, 1985, ISBN 3-404-24070-7.
- Das zweite Robert Sheckley Buch. Bastei Lübbe Science Fiction Special #24090, 1986, ISBN 3-404-24090-1.
- Der widerspenstige Planet. Heyne (Meisterwerke der Science Fiction), 2009, ISBN 978-3-453-52562-7.

### Kurzgeschichten
Wird bei Kurzgeschichten als Quelle nur Titel und Jahr angegeben, so findet sich die vollständige Angabe unter Sammlungen.
- Fear in the Night. 1952.
  - Deutsch: Angst. In: Helmuth W. Mommers & Arnulf D. Krauß (Hrsg.): 22  Horror Stories – Eine Antholgie der besten Grusel-Geschichten aus aller Welt. Heyne (Heyne-Anthologien, Bd. 26). Auch als: Furcht in der Nacht. In: Das zweite Robert Sheckley Buch. 1986.
- Final Examination. 1952.
- Proof of the Pudding. 1952.
  - Deutsch: Der Beweis. In: Die Menschenfalle. 1969.
- Warrior Race. 1952.
  - Deutsch: Das Volk der Krieger. In: Walter Ernsting (Hrsg.): Galaxy 2. Heyne Science Fiction & Fantasy #3044, 1965.
- We Are Alone. 1952.
  - Deutsch: Alpträume. In: Ivan Howard (Hrsg.): Flucht zur Erde. Moewig (Terra #452), 1966.
- Cost of Living. 1952.
  - Deutsch: Lebenshaltungskosten. In: Michael Görden, Michael Kubiak (Hrsg.): Festival Almanach. Bastei Lübbe Science Fiction Special #24054, 1983, ISBN 3-404-24054-5.
- Killer’s Masquerade. 1952.
- The Impacted Man. 1952.
- The Leech. 1952. (auch als Phillips Barbee)
  - Deutsch: Der Nimmersatt. In: Lothar Heinecke (Hrsg.): Galaxis Science Fiction, #11. Moewig, 1959.
- Writing Class. 1952.
- The Odor of Thought. 1953.
  - Deutsch: Denk nicht so laut. In: Die Menschenfalle. 1969.
- The Last Weapon. 1953.
  - Deutsch: Die letzte Waffe. In: Die Menschenfalle. 1969.
- Watchbird. 1953.
  - Deutsch: Und Friede auf Erden. In: Lothar Heinecke (Hrsg.): Galaxis Science Fiction, #5. Moewig, 1958.
- Feeding Time. 1953. (auch als Finn O’Donnevan)
  - Deutsch: Fütterungszeit. In: Der widerspenstige Planet. 2009.
- Fool’s Mate. 1953.
  - Deutsch: Narrenschach. In: Das zweite Robert Sheckley Buch. 1986.
- The Demons. 1953.
  - Deutsch: Die Dämonen. In: Axel Melhardt (Hrsg.): Pioneer 21. Austrotopia (Pioneer #21), 1965.
- The Monsters. 1953.
- Time Check for Control. 1953.
- Spacemen in the Dark. 1953.
- Operating Instructions. 1953.
- Ritual. 1953.
- Specialist. 1953. (auch als M Molecule, 1956)
  - Deutsch: Spezialist. Übersetzt von Lothar Heinecke. In: Lothar Heinecke (Hrsg.): Galaxis Science Fiction, #12. Moewig, 1959. Auch als: Spezialist. Übersetzt von Michael Görden. In: Peter Haining (Hrsg.): Scheibenwahn. Heyne Science Fiction & Fantasy #9037, 1999, ISBN 3-453-15602-1.
- What Goes Up. 1953.
- Ask a Foolish Question. 1953.
  - Deutsch: Der Beantworter. In: Utopia mit kleinen Fehlern. 1963.
- Restricted Area. 1953.
  - Deutsch: Zutritt verboten. In: Die Menschenfalle. 1969.
- Warm. 1953.
  - Deutsch: "Warm", übers. v. Michael Görden, in: "Unheimliches. Horror und übersinnliche Geschichten", hg. v. Bill Pronzini, Barry N. Malzberg und Martin H. Greenberg, München: Heyne 1985, ISBN 3-453-37009-0
- The Altar. 1953.
- The King’s Wishes. 1953.
- Diplomatic Immunity. 1953.
  - Deutsch: Diplomatische Immunität. In: Die Menschenfalle. 1969.
- Fishing Season. 1953.
  - Deutsch: Große Fische. In: Die Menschenfalle. 1969.
- Closed Circuit. 1953.
- The Hour of Battle. 1953.
  - Deutsch: Die Stunde der Schlacht. In: Peter Haining (Hrsg.): Die Zukunftsmacher. Pabel (Terra Taschenbuch #261), 1975.
- Wild Talents, Inc. 1953.
- Beside Still Waters. 1953.
  - Deutsch: Und führet mich zu stillen Wassern. In: Der widerspenstige Planet. 2009.
- The Special Exhibit. 1953.
  - Deutsch: Die Sonderausstellung. 1986.
- Potential. 1953.
  - Deutsch: Der Auftrag. In: Das zweite Robert Sheckley Buch. 1986. Auch als: Potential. In: Charles G. Waugh, Martin Harry Greenberg, Isaac Asimov (Hrsg.): Sternenschiffe 1. Ullstein Science Fiction & Fantasy #31144, 1987, ISBN 3-548-31144-X.
- Shape. 1953. (auch als Keep Your Shape)
  - Deutsch: Die Versuchung des Formlosen. 1965. Auch als: Formfragen. In: Der widerspenstige Planet. 2009.
- Ultimatum! 1953.
- What a Man Believes. 1953.
- The Perfect Woman. 1953.
- Untouched by Human Hands. 1953. (auch als One Man’s Poison)
- Carrier. 1954.
  - Deutsch: Infiziert. In: Helmuth W. Mommers, Arnulf D. Krauß (Hrsg.): 8 Science Fiction Stories. Heyne (Heyne-Anthologien #23), 1967.
- Hands Off. 1954.
  - Deutsch: Hände weg! In: Lothar Heinecke (Hrsg.): Galaxis Science Fiction, #1 Moewig, 1958. Auch als: Das tödliche Raumschiff. In: Utopia mit kleinen Fehlern. 1963.
- Paradise II. 1954.
  - Deutsch: Paradies II. In: August Derleth (Hrsg.): Paradies II. Heyne Science Fiction & Fantasy #3181, 1970.
- Man of the Hour. 1954.
- Off-Limits Planet. 1954.
- Something for Nothing. 1954.
  - Deutsch: Die Wunschmaschine. In: Utopia mit kleinen Fehlern. 1963.
- The Hungry. 1954.
- A Thief in Time. 1954.
  - Deutsch: (e × t = e²) e steht für Eldridge, t für Zeit. In: Lothar Heinecke (Hrsg.): Galaxis Science Fiction, #10. Moewig, 1958. Auch als: Besuch in der Zukunft. In: Utopia mit kleinen Fehlern. 1963.
- The Accountant. 1954.
  - Deutsch: Ein Beruf mit Zukunft. In: Utopia mit kleinen Fehlern. 1963. Auch als: Der Kontorist. In: Anthony Boucher (Hrsg.): 20 Science Fiction-Stories. Heyne (Heyne-Anthologien #2), 1963.
- The Ogre Test. 1954.
- Subsistence Level. 1954. (auch als Finn O’Donnevan)
- The Academy. 1954.
  - Deutsch: Die Akademie. In: Das zweite Robert Sheckley Buch. 1986.
- Hex on Hax. 1954.
- The Battle. 1954.
- Conquerors’ Planet. 1954.
- The Slow Season. 1954.
  - Deutsch: Schlechte Zeiten für Schneider. In: Das zweite Robert Sheckley Buch. 1986.
- Minority Group. 1954.
- Change from a Silver Dollar. 1954.
- Skulking Permit. 1954.
  - Deutsch: Genau wie auf der Erde …. In: Utopia mit kleinen Fehlern. 1963. Auch als: Genau wie auf der Erde. In: Das große Robert Sheckley Buch. 1985.
- Uncle Tom’s Planet. 1954. (als Finn O’Donnevan)
- Citizen in Space. 1955. (auch als Spy Story)
  - Deutsch: Ein Irrtum der Regierung. In: Utopia mit kleinen Fehlern. 1963. Auch als: Spitzel-Geschichte. In: Edwin Orthmann (Hrsg.): Der Diamantenmacher. Neues Leben (Wissenschaftlich-phantastische Erzählungen aus aller Welt), 1972.
- Disposal Service. 1955.
  - Deutsch: Der Beseitigungsdienst. In: Das zweite Robert Sheckley Buch. 1986.
- The Luckiest Man in the World. 1955. (auch als The Fortunate Person)
  - Deutsch: Der glücklichste Mann der Welt. In: Utopia mit kleinen Fehlern. 1963.
- The Deep Hole to China. 1955.
- Deadhead. 1955.
  - Deutsch: Blinder Passagier. In: Das zweite Robert Sheckley Buch. 1986.
- Earth, Air, Fire and Water. 1955.
  - Deutsch: Erde, Luft, Feuer und Wasser. In: Das zweite Robert Sheckley Buch. 1986.
- Hunting Problem. 1955.
  - Deutsch: Pfadfinderspiele. In: Utopia mit kleinen Fehlern. 1963.
- A Ticket to Tranai. 1955.
  - Deutsch: Utopia mit kleinen Fehlern. In: Utopia mit kleinen Fehlern. 1963.
- Warrior’s Return. 1955.
- The Mountain Without a Name. 1955.
  - Deutsch: Der widerspenstige Planet. In: Utopia mit kleinen Fehlern. 1963.
- The Body. 1956.
  - Deutsch: Der Körper. In: Das zweite Robert Sheckley Buch. 1986.
- Trap. 1956. (auch als Finn O’Donnevan)
  - Deutsch: Die Falle. In: Das zweite Robert Sheckley Buch. 1986.
- Protection. 1956.
  - Deutsch: Der unsichtbare Beschützer. In: Walter Ernsting (Hrsg.): Galaxy 6. Heyne Science Fiction & Fantasy #3077, 1966. Auch als: Schutz. In: Das zweite Robert Sheckley Buch. 1986.
- Death Wish. 1956. (auch als Ned Lang)
  - Deutsch: Havarie im Weltraum. In: Walter Ernsting (Hrsg.): Galaxy 6. Heyne Science Fiction & Fantasy #3077, 1966.
- The Mob. 1956.
- All the Things You Are. 1956.
  - Deutsch: Was man so alles ist. In: Das zweite Robert Sheckley Buch.  1986.
- Bad Medicine. 1956. (auch als Finn O’Donnevan)
  - Deutsch: Das falsche Medikament. In: Das zweite Robert Sheckley Buch. 1986. Auch als: Die falsche Therapie. In: Ulrike Becker, Claus Varrelmann (Hrsg.): Science Fiction Stories = Science Fiction Erzählungen. dtv zweisprachig, 1993, ISBN 3-423-09308-0.
- Early Model. 1956.
  - Deutsch: Der Prototyp. In: Das zweite Robert Sheckley Buch. 1986.
- Human Man’s Burden. 1956.
  - Deutsch: Die Bürde des Menschen. In: Das zweite Robert Sheckley Buch. 1986.
- Pilgrimage to Earth. 1956. (auch als Love, Inc.)
  - Deutsch: Pilgerfahrt zur Erde. In: René Oth (Hrsg.): Das Lächeln der Gioconda. Luchterhand (Sammlung Luchterhand #556), 1985, ISBN 3-472-61556-7. Auch in: Das zweite Robert Sheckley Buch. 1986. Auch als: Pilgerfahrt zur Erde. In: James Gunn (Hrsg.): Von Clement bis Dick. Heyne (Bibliothek der Science Fiction Literatur #95), 1990, ISBN 3-453-03911-4.
- The Native Problem. 1956.
- Alone at Last. 1957.
  - Deutsch: Endlich allein. In: Das zweite Robert Sheckley Buch. 1986. Auch in: Alone at last = Endlich allein. Übersetzt von Andreas Nohl und H. G. Stenzel. dtv (zweisprachig) #9188, 1982, ISBN 3-423-09188-6.
- The Martyr. 1957.
- Dawn Invader. 1957.
  - Deutsch: Geheilt. In: Roger Elwood (Hrsg.): Der Traumplanet. Pabel-Moewig (Terra Astra #240), 1976.
- Country Caper. 1957.
- The Victim from Space. 1957.
  - Deutsch: Der schönste Tod. In: Walter Ernsting (Hrsg.): Galaxy 7. Heyne Science Fiction & Fantasy #3085, 1966. Auch als: Das Allerhöchste. In: Die Menschenfalle. 1969.
- The Language of Love. 1957.
- A Wind Is Rising. 1957. (auch als Finn O’Donnevan)
- The Deaths of Ben Baxter. 1957.
  - Deutsch: Die wandelbare Zukunft. In: Das geteilte Ich. 1963. Auch in: Das zweite Robert Sheckley Buch. 1986.
- The Machine. 1957.
- Double Indemnity. 1957.
- Gray Flannel Armor. 1957. (auch als Finn O’Donnevan)
- Morning After. 1957.
- Holdout. 1957.
- Accept No Substitutes. 1958.
- The Prize of Peril. 1958.
  - Deutsch: Der Tod spielt mit. In: Das geteilte Ich. 1963. Auch als: Das Millionenspiel. In: Das große Robert Sheckley Buch. 1985.
- The Gun Without a Bang. 1958. (auch als Finn O’Donnevan)
  - Deutsch: Die perfekte Waffe. In: Das geteilte Ich. 1963. Auch als: Die Pistole ohne Knall. In: Herbert W. Franke (Hrsg.): Science Fiction Story Reader 8. Heyne Science Fiction & Fantasy #3549, 1977, ISBN 3-453-30443-8.
- The Minimum Man. 1958.
  - Deutsch: Der Minimalforscher. In: Das geteilte Ich. 1963.
- Like a Defenceless Lamb. 1958.
- Join Now. 1958. (auch als The Humours, auch als Finn O’Donnevan)
  - Deutsch: Das geteilte Ich. In: Das geteilte Ich. 1963.
- Pousse Cafe. 1959.
- Forever. 1959. (auch als Ned Lang)
  - Deutsch: Für die Ewigkeit. In: Das zweite Robert Sheckley Buch. 1986.
- The Sweeper of Loray. 1959. (auch als Finn O’Donnevan)
  - Deutsch: Der Feger von Loray. In: Das zweite Robert Sheckley Buch. 1986.
- Triplication. 1959.
  - Deutsch: Recht für Roboter. In: Das geteilte Ich. 1963.
- If the Red Slayer. 1959.
  - Deutsch: Der Berufstote. In: Das geteilte Ich. 1963.
- The Store of the Worlds. 1959. (auch als The World of Heart’s Desire)
  - Deutsch: Wunschwelt. In: Das geteilte Ich. 1963.
- Prospector’s Special. 1959.
  - Deutsch: Glücksritter. In: Walter Ernsting (Hrsg.): Galaxy 1. Heyne Science Fiction & Fantasy #3040, 1965. Auch als: Der Prospektor’s Special. In: Das zweite Robert Sheckley Buch. 1986.
- Svengali in Westchester. 1959.
- Meeting of the Minds. 1960.
  - Deutsch: Das Duell. In: Walter Ernsting, Thomas Schlück (Hrsg.): Galaxy 14. Heyne Science Fiction & Fantasy #3175, 1970. Auch als: Begegnung. In: Das zweite Robert Sheckley Buch. 1986.
- The Girls and Nugent Miller. 1960.
  - Deutsch: Nugent Miller und die Mädchen. In: Walter Ernsting (Hrsg.): Roboter auf dem Kriegspfad. Heyne Science Fiction & Fantasy #3035, 1964.
- The Covenant. 1960. (zusammen mit 4 anderen Autoren, Teil 3 von Sheckley)
- Mindswap. 1965.
  - Deutsch: Der Seelentourist. Übersetzt von Thomas Görden. Bastei-Lübbe-Taschenbuch #22071, 1084, ISBN 3-404-22071-4.
- Shall We Have a Little Talk? 1965.
- Street of Dreams, Feet of Clay. 1967.
  - Deutsch: Die perfekte Stadt. In: Walter Ernsting, Thomas Schlück (Hrsg.): Galaxy 12. Heyne Science Fiction & Fantasy #3138, 1969. Auch als: Träume auf tönernen Füssen. Übersetzt von Dolf Strasser. In: Science-Fiction-Stories 51. Ullstein 2000 #97 (3159), 1975, ISBN 3-548-03159-5. Auch als: Beinahe ein Paradies. In: H. J. Alpers (Hrsg.): Metropolis brennt! Moewig Science Fiction #3591, 1982, ISBN 3-8118-3591-2.
- Dreamworld. 1968.
  - Deutsch: Traumwelt. In: Die Menschenfalle. 1969.
- Redfern’s Labyrinth. 1968.
  - Deutsch: Redferns Labyrinth. In: Die Menschenfalle. 1969.
- I See a Man Sitting on a Chair, and the Chair Is Biting His Leg. 1968. (mit Harlan Ellison)
  - Deutsch: Verdammtes Plankton. In: Wulf H. Bergner (Hrsg.): Planet der Frauen. Heyne Science Fiction & Fantasy #3272, 1971.
- The Petrified World. 1968.
  - Deutsch: Die versteinerte Welt. In: Der grüne Jademond. 1973. Auch in: Das zweite Robert Sheckley Buch. 1986.
- Budget Planet. 1968.
  - Deutsch: Planet mit Fehlern. In: Wulf H. Bergner (Hrsg.): Flucht in die Vergangenheit. Heyne Science Fiction & Fantasy #3131, 1968.
- The People Trap. 1968.
  - Deutsch: Das Landrennen. In: Wulf H. Bergner (Hrsg.): Im Angesicht der Sonne. Heyne Science Fiction & Fantasy #3145, 1969. Auch als: Die Menschenfalle. In: Die Menschenfalle. 1969.
- Can You Feel Anything When I Do This? 1969.
  - Deutsch: Spüren Sie etwas, wenn ich das mache? In: Der grüne Jademond. 1973. Auch in: Das zweite Robert Sheckley Buch. 1986.
- Cordle to Onion to Carrot. 1969.
  - Deutsch: Die göttliche Formel. In: Der grüne Jademond. 1973. Auch in: Das zweite Robert Sheckley Buch. 1986.
- The Same to You Doubled. 1970.
  - Deutsch: Ein wahrhaft höllisches Produkt. In: Der grüne Jademond. 1973. Auch in: Das zweite Robert Sheckley Buch. 1986.
- Starting from Scratch. 1970.
  - Deutsch: Ein seltsamer Traum. In: Der grüne Jademond. 1973. Auch in: Das zweite Robert Sheckley Buch. 1986. Auch als: Das Problem. In: Wulf Bergner (Hrsg.): Ein Pegasus für Mrs. Bullitt. Heyne Science Fiction & Fantasy #3369, 1973, ISBN 3-453-30246-X.
- Aspects of Langranak. 1971.
  - Deutsch: Bilder von Langranak. In: Der grüne Jademond. 1973. Auch in: Das zweite Robert Sheckley Buch. 1986.
- Doctor Zombie and His Little Furry Friends. 1971.
  - Deutsch: Doktor Zombie und seine kleinen pelzigen Freunde. In: Der grüne Jademond. 1973. Auch in: Das zweite Robert Sheckley Buch. 1986.
- Game: First Schematic. 1971.
  - Deutsch: Heute findet kein Spiel statt. In: Der grüne Jademond. 1973. Auch in: Das zweite Robert Sheckley Buch. 1986.
- Notes on the Perception of Imaginary Differences. 1971.
  - Deutsch: Wie man imaginäre Unterschiede erkennen kann. In: Der grüne Jademond. 1973. Auch in: Das zweite Robert Sheckley Buch. 1986.
- Plague Circuit. 1971.
  - Deutsch: Blaue Pest. In: Der grüne Jademond. 1973. Auch als: Die blaue Pest. In: Das zweite Robert Sheckley Buch. 1986.
- Tailpipe to Disaster. 1971.
  - Deutsch: Tödliche Sturzbahn. In: Der grüne Jademond. 1973. Auch in: Das zweite Robert Sheckley Buch. 1986.
- The Cruel Equations. 1971.
  - Deutsch: Die grausamen Gleichungen. In: Der grüne Jademond. 1973. Auch in: Das zweite Robert Sheckley Buch. 1986.
- The Mnemone. 1971.
  - Deutsch: Der Mnemon. In: Der grüne Jademond. 1973. Auch in: Das zweite Robert Sheckley Buch. 1986.
- Tripout. 1971.
  - Deutsch: Rückkehr aus dem tiefsten Weltraum. In: Der grüne Jademond. 1973. Auch in: Das zweite Robert Sheckley Buch. 1986.
- Down the Digestive Tract and Into the Cosmos with Mantra, Tantra, and Specklebang. 1971.
  - Deutsch: Der Super-Jumbo-Trip. In: Der grüne Jademond. 1973. Auch in: Das zweite Robert Sheckley Buch. 1986. Auch als: Immerhin sind rosa Mäuse entfernte Verwandte von uns. In: Isaac Asimov, Martin Harry Greenberg, Joseph D. Olander (Hrsg.): Feuerwerk der SF. Goldmann (Edition '84: Die positiven Utopien #8), 1984, ISBN 3-442-08408-3.
- Pas De Trois of the Chef and the Waiter and the Customer. 1971. (auch als Three Sinners in the Green Jade Moon)
  - Deutsch: Der grüne Jademond. In: Der grüne Jademond. 1973. Auch in: Das zweite Robert Sheckley Buch. 1986. Auch als: Pas de Trois. In: Der widerspenstige Planet. 2009.
- Zirn Left Unguarded, the Jenghik Palace in Flames, Jon Westerley Dead. 1972.
- Welcome to the Standard Nightmare. 1973.
- The Robot Who Looked Like Me. 1973.
- Voices. 1973.
- A Suppliant in Space. 1973.
  - Deutsch: Bittsteller im All. In: Science-Fiction-Stories 75. Ullstein 2000 #150 (3579), 1979, ISBN 3-548-03579-5. Auch als: Ein erster Kontakt. In: Abenteuer Weltraum. Bastei Lübbe Science Fiction Special #24017, 1981, ISBN 3-404-24017-0. Auch in: Der widerspenstige Planet. 2009.
- Slaves of Time. 1974.
  - Deutsch: Endstation Zukunft. Übersetzt von Michael Görden. Bastei Lübbe #24020, 1981, ISBN 3-404-24020-0. Auch in: Der widerspenstige Planet. 2009.
- End City. 1974.
  - Deutsch: Endstadt. Übersetzt von Charlotte Winheller. In: Herbert W. Franke (Hrsg.): Science Fiction Story Reader 6. Heyne Science Fiction & Fantasy #3498, 1976, ISBN 3-453-30388-1. Auch als: End City. Übersetzt von Leni Sobez. In: Science-Fiction-Stories 73. Ullstein 2000 #146 (3515), 1978, ISBN 3-548-03515-9.
- Syncope and Fugue. 1975.
- The Never-Ending Western Movie. 1976.
- In a Land of Clear Colors. 1976.
- What Is Life? 1976.
- Silversmith Wishes. 1977.
- Sneak Previews. 1977.
  - Deutsch: Trübe Aussichten. In: Karl Michael Armer, Wolfgang Jeschke (Hrsg.): Die Fussangeln der Zeit. Heyne (Bibliothek der Science Fiction Literatur #28), 1984, ISBN 3-453-31019-5.
- Is That What People Do? 1978.
- Body Game. 1978.
  - Deutsch: Nicht ganz neu, aber preiswert. In: H. J. Alpers (Hrsg.): Bestien für Norn. Droemer Knaur (Knaur Science Fiction & Fantasy #5722), 1980, ISBN 3-426-05722-0. Auch als: Nur eine Frage des Körpers. In: Wolfgang Jeschke (Hrsg.): Heyne Science Fiction Magazin, #3. Heyne Science Fiction & Fantasy #3888, 1982, ISBN 3-453-30811-5.
- The Shaggy Average American Man Story. 1979.
- Good-by Forever to Mr. Pain. 1979.
- I Can Teleport Myself to Anywhere. 1979.
  - Deutsch: Ich kann teleportieren, wohin ich will. In: Maxim Jakubowski (Hrsg.): Quasar 2. Bastei Lübbe Science Fiction Bestseller #22019, 1980, ISBN 3-404-22019-6.
- The Future Lost. 1980.
  - Deutsch: Die verlorene Zukunft. In: H. J. Alpers (Hrsg.): Kopernikus 3. Moewig Science Fiction #3523, 1981, ISBN 3-8118-3523-8.
- The Last Days of (Parallel?) Earth. 1980.
- The Helping Hand. 1981.
- The Man Who Loved. 1981.
- The Wish. 1981.
- The Swamp. 1981.
- Shootout in the Toy Shop. 1981.
- Miss Mouse and the Fourth Dimension. 1982.
- Five Minutes Early. 1982.
- The Eye of Reality. 1982.
- Dramocles. 1983.
- The Life of Anybody. 1984.
- Robotgnomics. 1984.
- The Universal Karmic Clearing House. 1986.
- Robotvendor Rex. 1986.
- “Juleeeeeeeeeeeeeeeeeeeeeen!”. 1986. (mit Jay Sheckley)
- Dial-a-Death. 1987.
- Spectator Playoffs. 1987. (mit Jay Sheckley)
  - Deutsch: Das Enspiel. In: Jay Sheckley (Hrsg.): Einmal Erde und zurück: Verrückte Geschichten. Bastei Lübbe Science Fiction Bestseller #22106, 1987, ISBN 3-404-22106-0.
- At the Conference of the Birds. 1988.
- Divine Intervention. 1988.
- Message from Hell. 1988.
- Amsterdam Diary. 1989.
- Death Freaks. 1989.
- Love Song from the Stars. 1989.
- Mind-Slaves of Manitori. 1989.
- The Destruction of Atlantis. 1989.
- Death of the Dreammaster. 1989.
- Alien Starswarm. 1990.
- The Rabbi from Perdido. 1990.
- The Joker’s War. 1990.
- Myryx. 1990.
- Trojan Hearse. 1990.
- Minotaur Maze. 1990.
  - Deutsch: Im Labyrinth des Minotaurus. In: Wolfgang Jeschke (Hrsg.): Heyne Science Fiction Jahresband 1999. Heyne Science Fiction & Fantasy #6301, 1999, ISBN 3-453-14899-1.
- Breakout. 1991.
- Xolotl. 1991.
- Onesday. 1991.
- There Will Be No War After This One. 1991.
- Wormworld. 1991.
- The Other Mars. 1991.
- The Seal of Solomon. 1991.
- Dukakis and the Aliens. 1992.
- The Disorder and Early Sorrow of Edward Moore Kennedy, Homunculus. 1992.
- The Stand on Luminos. 1992.
- The Dream Country. 1992.
- A New Christmas Carol. 1993.
- Disquisitions on the Dinosaur. 1993.
- Devildeal. 1994.
- The City of the Dead. 1994.
- Miranda. 1994.
- A Plague of Unicorns. 1995.
- Seven Soup Rivers. 1995.
- The Day the Aliens Came. 1995.
- Mayhem Party. 1996.
- The Eryx. 1998.
- Emissary from a Green and Yellow World. 1998.
- Deep Blue Sleep. 1999.
- Visions of the Green Moon. 1999.
- Kenny. 1999.
- The New Horla. 2000.
- The Three Cigars. 2000.
- Pandora’s Box—Open with Care. 2000.
- Magic, Maples, and Maryanne. 2000.
- A Trick Worth Two of That. 2001.
- Mirror Games. 2001.
- The Quijote Robot. 2001.
- A Conversation With The West Nile Virus. 2002.
- Shoes. 2002.
- Agamemnon’s Run. 2002.
- Sightseeing, 2179. 2002.
- The Dream of Misunderstanding. 2002.
- Hunger. 2003.
- Legend of Conquistadors. 2003.
- The Refuge Elsewhere. 2003.
- The Tales of Zanthias. 2003.
- A Salty Situation. 2003.
- A Tale of the Oroi. 2003.
- Game Face. 2004. (mit Mike Resnick)
- Reborn Again. 2004.
- A Spirit of Place. 2004.
- The Forest on the Asteroid. 2004.
- Rapunzel – The True Story. 2004.
- Conversation on Mars. 2005.
- Scenes from the Contest. 2005.
- The Paris-Ganymede Clock. 2005.
- The Two Sheckleys. 2005.
- Simulacrum. 2006.
- Hell on Quaoar. 2012.

### Sachliteratur
- Futuropolis. 1978.

## Adaptionen

### Verfilmungen
- 1965: Das zehnte Opfer (La decima vittima). Regie: Elio Petri (eine Verfilmung der Kurzgeschichte The Seventh Victim. Nach dem Film wiederum baute Sheckley die Idee aus zu dem Roman The Tenth Victim)
- 1967: Geheimnisse in goldenen Nylons. (Deux billets pour Mexico) – Regie: Christian-Jaque
- 1970: Das Millionenspiel. Regie: Tom Toelle, nach Sheckleys Story The Prize Of Peril
- 1980: Condorman. Regie: Charles Jarrott
- 1982: Kopfjagd – Preis der Angst. (Le prix du danger) – Regie: Yves Boisset
- 1991: Freejack – Geisel der Zukunft. Regie: Geoff Murphy

### Hörspiele
- 1970: Einmal Utopia – Hin und zurück. RIAS Berlin
- 1972: Der Minimalforscher. SWF
- 1973: Genau wie auf der Erde. SWF
- 1975: Menschenfalle oder Das Landrennen. Regie: Peter Michel Ladiges. SWF, 59 Min.
- 1976: Das geteilte Ich. SWF, 59 Min.[3][4]
- 1979: In A Land Of Clear Colours. Buch und Hörspiel. Limited Edition (1000 Exemplare)
- 1985: Der Berufstote. SFB
- 1989: Das bessere Drittel. SDR[4]
- 1993: In A Land Of Clear Colours. Brian Eno und Peter Sinfield